# Großer Kuhsee bei Gramzow
Großer Kuhsee bei Gramzow este o arie protejată (arie specială de conservare — SAC, sit de importanță comunitară — SCI) din Germania întinsă pe o suprafață de 33,78 ha, integral pe uscat.

## Localizare
Centrul sitului Großer Kuhsee bei Gramzow este situat la coordonatele 53°12′28″N 13°58′53″E / 53.2078°N 13.9814°E.

## Înființare
Situl Großer Kuhsee bei Gramzow a fost declarat sit de importanță comunitară în august 2004.

## Biodiversitate
Situată în ecoregiunea continentală, aria protejată conține 1 habitat natural: Lacuri eutrofice naturale cu vegetație de tip Magnopotamion sau Hydrocharition.
La baza desemnării sitului se află mai multe specii protejate:
- păsări (2): lăcar mare (Acrocephalus arundinaceus), fluierar de munte (Actitis hypoleucos)
- mamifere (1): vidră de râu (Lutra lutra)

Pe lângă speciile protejate, pe teritoriul sitului au mai fost identificate 2 specii de plante, 1 specie de amfibieni, 1 specie de reptile.